# 王清瀚
王清瀚（1898年7月5日—1949年2月2日），号静波，河北交河人。国民革命军陆军中将。中华人民共和国革命烈士。

## 生平
读县立小学堂时因家贫辍学。1915年11月投袁世凯亲自监督编练的中央陆军模范团（团长袁克定）第二期学兵。半年后袁世凯称帝病亡，中央陆军模范团并入保定陆军军官学校，王清瀚成为保定军校第6期辎重科第1连，同期辎重兵同学还有刘茂恩、杨正坤、李务滋、李扬敬、郭之缙、董汝梅、唐宗尧、程堪、李宗程、李如枫、黄志勋、赵恩熙、胡祖舜、彭德云、成杰、万耀中、侯尊召、江孝纯、窦桂芳、梁殿枢、金锋、侯谷、范树珍、饶汉杰、侯光龙、周庆桐、卢景鉴、温力正、陈国梁、任为凯、粟福畴、梁宗标、张联辉、刘王行、高岳嵩、尹邦光、徐鸿晋、魏朝纲、彭济伟、叶嗣雄、蔡堂、沈文诰、刘福德、岑荣宗、金履新、曾泽寰、温定国、李务滋、陈荣宗、杨义、谭时、张伟、梁毓藻、王世康、李扶疏、林振镛、林廷华、黄盛昆、简作桢、马克仑、徐金龙、李经田、孙毓生、张家锟、马负龙、蔡春田、段桂明、李铨、贺学礼、范锡庚、董汝桂、杨泽沛、陈宝增、王得来、董玉玢、贾成勋共81人。
1919年3月毕业后入“参战军”军官教导团，分配到“边防军”第一师辎重兵第一营中尉排长。1920年7月直皖战争，皖系的“边防军”崩溃，投入冯玉祥部第十一师辎重兵第十一营（营长闻承烈）任中尉副官，一年后任第三连上尉连长。1924年10月冯玉祥发动“北京政变”，被提拔为暂编第二师辎重兵营少校营长，师长刘玉芬发现王的参谋素质一流，提拔为师部中校参谋，负责补给任务。刘玉芬把师长职位移交给孙良诚，二人向冯玉祥举荐王任国民军第2师上校参谋长。1926年9月16日冯玉祥“五原誓师”，王任国民联军第三路第二师参谋长，与师长孙良诚解围了刘镇华镇嵩军的西安之围。1927年任国民革命军第二集团军(总司令冯玉祥）孙良诚部（先后为第二军、第一方面军）参谋长。北伐结束后，孙良诚任山东省政府主席兼全省保安司令，王任山东全省保安司令部中将参谋长，不到30岁。
1936年9月1日，任国民政府军事参议院上校谘议。经寓居天津的孙良诚、居泰山的冯玉祥介绍给宋哲元，出任冀北保安司令石友三的参谋长，辖2个保安旅，驻北平清河。
抗战爆发后，1937年8月31日，石友三部改编为第181师，王任参谋长。1938年任石友三、高树勋两部组建的第六十九军的中将副军长兼参谋长。1938年7月在冀鲁边代表石友三部与八路军达成联合作战协议，王与八路军山东纵队第四支队司令廖容标组成“联合参谋部”。为策应武汉会战，石友三受命进攻济南城，与八路军、鲁西北的范筑先联合发动袭击。因此战功，1939年1月14日石友三被国民政府发表为察哈尔省政府主席，王任省政府委员。抗战初期一段时间内，石友三部有大量中共派来的干部帮助工作，部队发展得很快。1939年底爆发第一次反共高潮后，石友三开始重用亲日反共的胞弟石友信任第六十九军教导师师长，派遣王清瀚与毕泽宇（第三十九集团军总参议）赴济南联络投日。王清瀚与毕泽宇济南之行拿到铁证后，与高树勋、孙良诚、臧元骏（中央派驻第39集团军的政治部主任）商讨，五人一致决定在投敌前采取断然措施。1940年12月1日在高树勋的新八军驻地，诱捕活埋了石友三，毕泽宇击毙了石友信。孙良诚、毕泽宇、两位师长米文和、张雨亭争夺第六十九军军长职位。1941年任石友三的第三十九集团军新4旅旅长。1942年4月22日在曹县随孙良诚投日，任汪伪和平建国军第二方面军第五军军长。1944年春，在濮阳与八路军冀鲁豫军区敌工部长李一非直接谈判，达成了不骚扰边区、对进出濮阳的地工人员加以保护、对八路军购买药品电讯器材予以方便的秘密协定。1944年孙良诚调任苏北绥靖公署主任，移驻扬州。第五军王清瀚部驻防阜宁、高邮，与苏北新四军保持联络。1945年4月24日22时，新四军第三师出动第10旅、淮海军分区1支队和4支队、第8旅、第3师特务团、阜宁独立团、射阳县独立团、盐东独立团、建阳独立团、淮安独立团、涟东独立团，对盘踞于阜宁城内外的伪孙良诚部之王清翰第五军发起了围歼攻坚战。25日上午，伪第五军军长王清翰亲率158团、特务团及33师一部分1000余人从县城北门（即拱辰门，今县林业渔业局门口北门街路上）冲出增援大顾庄。整个战役历时36小时，到26日10时胜利结束，全歼伪五军军部、2个师部和7个整团，并歼灭了伪阜宁县政府、保安团等反动组织和反动武装，除伪五军军长王清翰、33师师长孙建言几十人漏网外，生俘伪33师副师长邓立东，副团长王金和，上校军法官尤太近，中校秘书孙无默，中校军需官顾枝南以下官兵158人，伪地方军、政、警等3000余人，毙伪官兵340余人，缴获迫击炮7门，掷弹筒27具，轻、重机枪47挺，步枪1602枝，手枪65枝，各种子弹、炮弹共4万余发。除解放阜宁城外，攻克大、小据点21人，摧毁碉堡143个，解放村镇580多个，受难同胞10万余人，收复土地1000平方公里。新四军军仅牺牲62人，伤374人。伪五军军长王清翰身负重伤，被抬到上冈，后逃至盐城。1945年5月4日，新四军第三师、苏北区党委、阜宁县政府在东沟镇召开“红军解放柏林，我军光复阜宁祝捷大会”，五万多军民参加。
1945年抗战胜利后孙良诚部被国民政府收编，王任国民革命军新编第二路军第二军军长。1946年1月国民革命军第二十五军到扬州接防，2月孙良诚部移驻滁州听候点编。孙良诚总部直属部队和王清瀚的第五军余部编为暂编第五纵队，辖第10、第11总队。率部参加第二次国共内战。1946年夏改编为暂编第二十五师，辖第十二、十三两个旅，共4个团，驻守泗阳、宿迁、睢宁。王任暂编第25师副师长。该部另一名副师长谢庆云是王清瀚的连襟，早在1944年谢庆云被徐楚光策反秘密加入共产党。1947年冬天，谢庆云约王清瀚会面，分析了当前形势，并公开了其共产党员的身份。劝王清瀚动员军长孙良诚率部起义。几天后王清瀚表示愿意加入共产党，并于1948年被吸收成为中共特别党员，协助周镐、谢庆云策反孙良诚。1948年11月所部编为国民革命军第一百零七军，任中将副军长兼第260师师长。1948年11月13日在淮海战役中率第一百零七军军直与第260师共5800人向解放军投诚；孙玉田任师长的第261师被解放军歼灭。1948年11月19日党组织想通过孙良诚策反第八兵团司令刘汝明。但孙良诚将谢庆云、王清瀚策反部队的事向刘汝明告密。1948年年底谢庆云在南京被保密局逮捕。1949年1月5日，周镐偕孙良诚及其副官尹燕俊、王清瀚及其勤务兵刘彦锡，还有“华中工委联络部六工委”通讯组长祝元福等一行六人，渡过淮河，秘密进入蚌埠刘汝明兵团部后，随即被捕，押解到南京。1949年2月2日（正月初五）保密局司法处处长李希成率人在南京市宁海路19号保密局看守所内部刑场，对王清瀚军法枪决。
1965年11月22日，上海市委办公厅向中央组织部呈送报告：“对周治平(周镐)的情况，曹荻秋同志【按：淮海战役时任江淮军区政委、华中支前司令部政委，1965年时任上海市委书记处书记、上海市市长】比较了解”“周治平原来是国民党军统局少将级特务。在汪伪时期担任过汪伪京沪行动总指挥官。1946年周治平起义后，即同我地下工作者徐楚光建立了联系，1946年l0月由华中分局委派为京、沪、徐、杭特派员，并且被批准为中共特别党员，从事策反蒋匪军人员的工作。后来因徐楚光同志被捕，转移到解放区工作”“1948年年底，周治平根据曹荻秋同志的指示，赴蚌埠、徐州之间策反蒋匪军刘汝明的时候，被孙良诚出卖。1949年1月遭蒋匪军保密局杀害。根据上述情况，经我们研究，追认周治平为革命烈士，其家属享受烈属待遇。”中共中央组织部办公厅于1965年12月28日批复：同意追认周治平为革命烈士，并对其遗属予以照顾。
1977年9月，经北京市委批准，追认谢庆云为革命烈士，1983年中华人民共和国民政部给谢庆云遗属颁发《革命烈士证书》。1978年4月，经北京市委批准，追认王清瀚为革命烈士，并按师级标准给予了抚恤，其家属享受革命烈属待遇，名列《北京市东城区革命烈士名录》。

## 总后勤部副部长谷俊山的父亲谷彦生与王清瀚
供职于南京市雨花台烈士陵园管理局、南京市作家协会会员孙月红写作出版了《生死记忆：周镐与谷彦生的故事》，上海文艺出版社2011年1月第一版，ISBN：9787532141029。该书以谷俊山提供的其父生前口述回忆，称1942年16岁的谷彦生在家乡濮阳被汪伪军抓了壮丁，1946年秋天王清翰的勤务兵谷彦生被周镐要到身边。1949年1月5日，周镐、王清瀚与孙良诚、尹燕俊等，前往刘汝明部。周镐与谷彦生告别称：如三天不回，请将一本日记和钱物交给夫人吴雪亚。周镐等人后遇害。谷彦生辗转将周镐托付的日记和钱物交给了吴雪亚。后来，这些日记收藏在雨花台烈士陵园纪念馆。后谷彦生回家乡务农。1989年谷彦生罹患癌症，曾入住河南大学附属医院医治。1990年，谷彦生去世，时年64岁，葬在东白仓村。此时，谷俊山还在濮阳军分区任职。2014年，《财新》等主流媒体报道：此书造假。

## 家人
- 长子王守谟：1930年生。
- 次子王守义：曾任小学老师，后来成为北京汽车制造厂的技术人员。1987年入党。后来获得过北京市五一劳动奖章。”
- 三子王守誉[7]
- 女儿王守端